# Буткинский район
Бутки́нский район — административно-территориальная единица в составе Челябинской и Свердловской областей РСФСР, существовавшая в 1935—1963 годах. Административный центр — село Бутка.
Буткинский район был образован 18 января 1935 года в составе Челябинской области из частей Ольховского и Талицкого районов. Ранее с 1923 по 1932 год существовал Буткинский район, входивший в Шадринский округ c 1926 по 1930
3 октября 1938 года район был передан в состав Свердловской области.
По данным 1945 года в Буткинский район входили Басмановский, Береговский, Буткиноозерский, Буткинский, Горскинский, Зарубинский, Казаковский, Калиновский, Катарацкий, Красногорский, Новодеревенский, Поротниковский, Смолинский и Трехозерский сельсоветы.
18 июня 1954 года Береговский с/с был присоединён к Буткинскому, Калиновский — к Трехозерному, Буткиноозерский — к Смолинскому, Горскинский — к Казаковскому. Новодеревенский и Красногорский с/с были объединены в Вихляевский с/с, а Поротниковский с/С был переименован в Пеньковский.
5 сентября 1958 года Зарубинский с/с был присоединён к Казаковскому.
23 июня 1961 года Катарачский с/с был присоединён к Смолинскому, а из Казаковского с/с вновь выделен Зарубинский с/с.
1 февраля 1963 года Буткинский район был упразднён, а его территория передана в Талицкий район.